# Fusarium dimerum
Fusarium dimerum är en svampart. Fusarium dimerum ingår i släktet Fusarium och familjen Nectriaceae.

## Underarter
Arten delas in i följande underarter:
- nectrioides
- dimerum
- pusillum
- violaceum